# Neosprucea sucumbiensis
Neosprucea sucumbiensis là một loài thực vật có hoa trong họ Liễu. Loài này được Cuatrec. mô tả khoa học đầu tiên năm 1955.